# Station Marchin
Station Marchin is een spoorwegstation langs spoorlijn 126 (Statte (bij Hoei) - Ciney) in de gemeente Marchin. Het station werd in 1962 gesloten voor het reizigersverkeer, maar doet nog steeds dienst als goederenstation. Er is een beperkte goederendienst tussen Statte en Marchin voor de staalfabriek Delloye-Mathieu (nu onderdeel van de groep Cockerill-Sambre).
Het stationsgebouw was van het type 1893 R6 en is nu verdwenen. De andere faciliteiten bevonden zich waar nu het fabrieksgebouw is.
0,0: Statte ·
1,7: Hoei-Sint-Hilaire ·
2,1: Hoei-Zuid ·
3,6: Fleury ·
4,7: Marchin ·
6,7: Régissa ·
7,5: Fourneau ·
8,3: Barse ·
10,1: Roiseux ·
11,5: Vyle-et-Tharoul ·
12,7: Modave ·
13,9: Modave-Village ·
17,5: Clavier ·
20,0: Les-Avins-en-Condroz ·
24,9: Havelange ·
30,6: Bormenville ·
33,4: Hamois-en-Condroz ·
36,4: Emptinne ·
40,0: Liennes ·
41,4: Ciney